# Ascionana latirima
Ascionana latirima is een pissebed uit de familie Paramunnidae. De wetenschappelijke naam van deze soort is voor het eerst geldig gepubliceerd in 2004 door Just & Wilson.